# 小行星11158
小行星11158（11158 Cirou）是一颗绕太阳运转的小行星，为主小行星带小行星。该小行星于1998年1月8日发现。

## 轨道参数
小行星11158的轨道半长轴为2.1950793 UA，离心率为0.060。